# Flo Newton
Pour les articles homonymes, voir Newton.
Flo Newton est une danseuse de comédie musicale américaine.

## Biographie
Elle danse dans la reprise de la comédie musicale Watch Your Step d'Irving Berlin a San Francisco en 1917 ; puis elle apparait à Broadway où elle danse au Colonial Theatre en 1920, et dans The Perfect Fool d'Ed Wynn en 1921/1922, avec True Rice comme partenaire,,. Elle forme un duo de vaudeville avec True Rice. Ils sont engagés pour trois ans par Ed Wynn pour tourner dans le pays,,,; puis tourne ensemble dans le circuit de vaudeville.

## Vie privée
Elle se marie avec True Rice (1886-1922) son partenaire à la scène qui meurt pneumonie le 7 mars 1928.
Elle se remarie avec Arthur Fischer en 1933.